# 舒夫区
33°41′44″N 35°34′45″E / 33.695548°N 35.579202°E

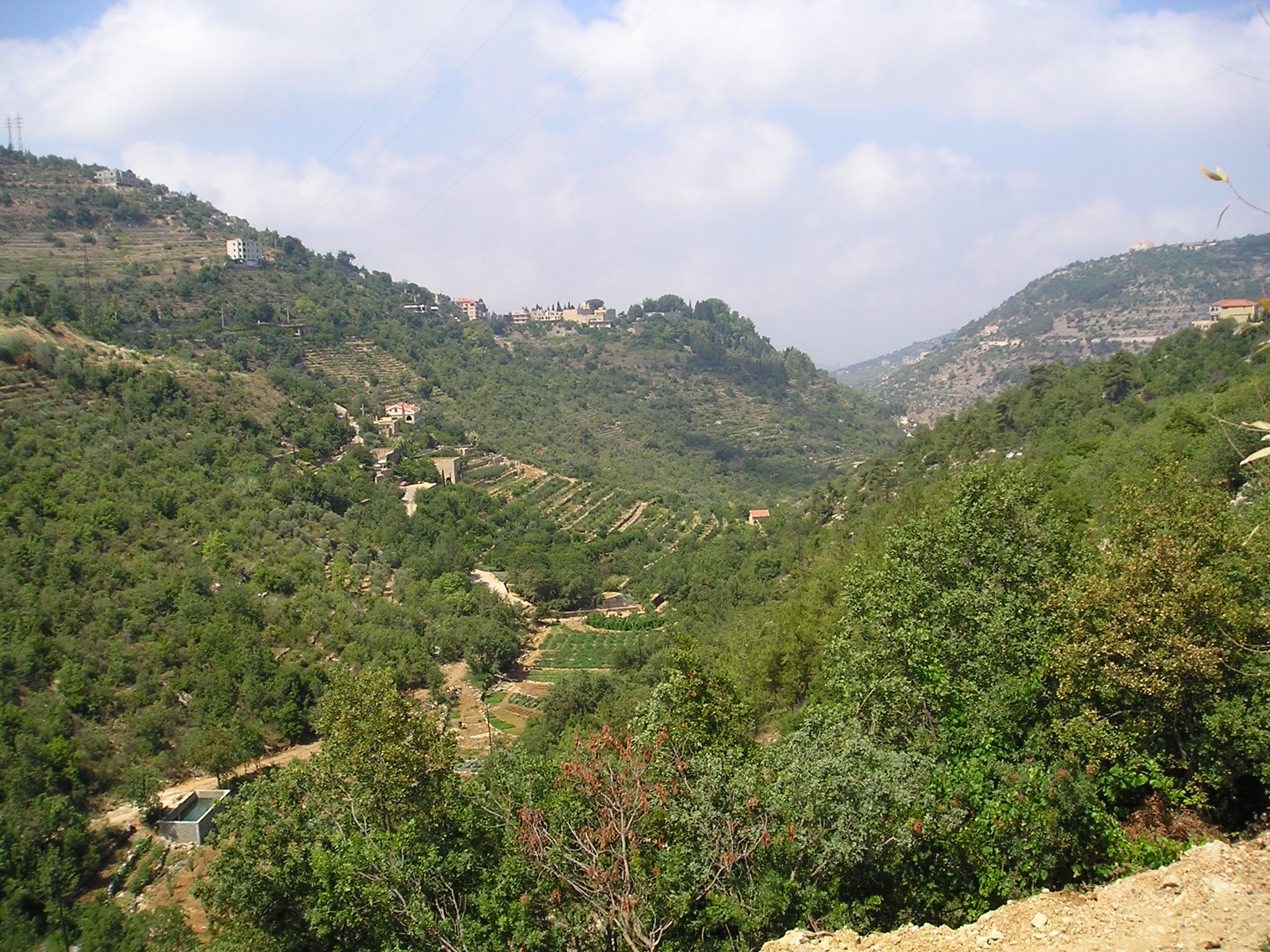

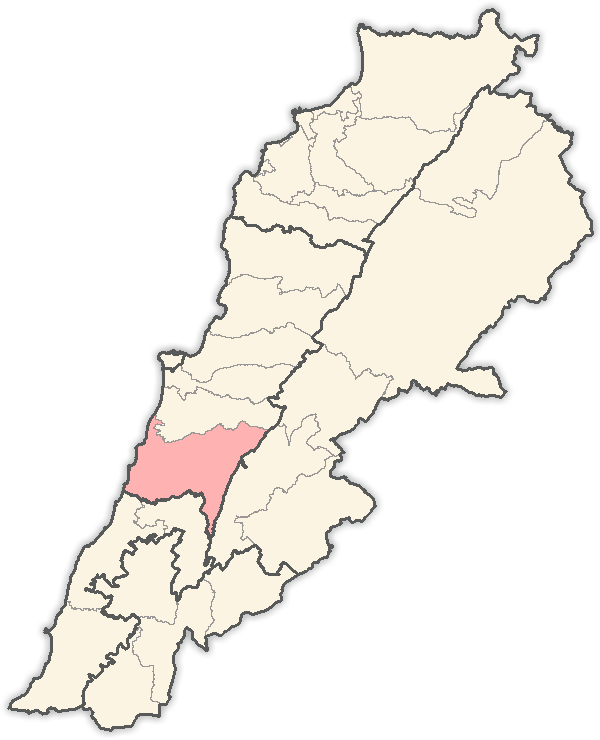

舒夫區（阿拉伯语：قضاء الشوف）是黎巴嫩黎巴嫩山省的區份，位於該國的西部，首府設於拜特丁，面積481平方公里，1996年人口120,473，人口密度每平方公里250人。